# Махмудов, Мухаммед-Галей
Мухаммед-Галей (Али) Махмудов (1824, дер. Селенгур, Казанская губерния — 31 января 1891) — преподаватель восточной каллиграфии, художник-каллиграф, мастер книжной миниатюры, статский советник.

## Биография
Родился в 1824 году. Татарин из крестьян Казанской губернии. С 26 декабря 1842 года стал исполнять должность преподавателя восточной каллиграфии в Казанском университете и Первой гимназии (официально утверждён в 1844 году). 18 июня 1849 года «исключён из податного состояния» с утверждением в правах службы. С 3 марта 1855 года преподавал татарский язык в Первой гимназии. В это же время составил «Практическое руководство к изучению татарского языка». В 1868 году оставил преподавание в гимназии. В 1876—1881 годах — инспектор Казанской татарской учительской школы. Скончался в 1891 году.